# Mantle Site
Die Mantle Site im Süden der kanadischen Provinz Ontario ist mit einer Fläche von 4,2 ha die größte und komplexeste bisher entdeckte Siedlung der Wyandot, und zugleich die größte im Gebiet nördlich der Großen Seen. Die Siedlung aus dem frühen 16. Jahrhundert liegt in Whitchurch-Stouffville nordöstlich von Toronto. Die Einwohnerzahl wird auf mindestens 2.000 geschätzt.
Die Mantle Site war von drei Palisadenreihen umgeben und besaß einen großen Hauptplatz. Mindestens 40.000 Baumstämme wurden für die Palisaden und die Häuser verbaut. Ungewöhnlich ist die Tatsache, dass hier Bewohner mehrerer Dörfer zusammenkamen, um ein gemeinsames Dorf zu gründen. Das neue Großdorf stellte die einzige Siedlung beim sogenannten östlichen Rouge trail dar, der den Ontariosee im Süden mit dem Lake Simcoe im Norden verband.

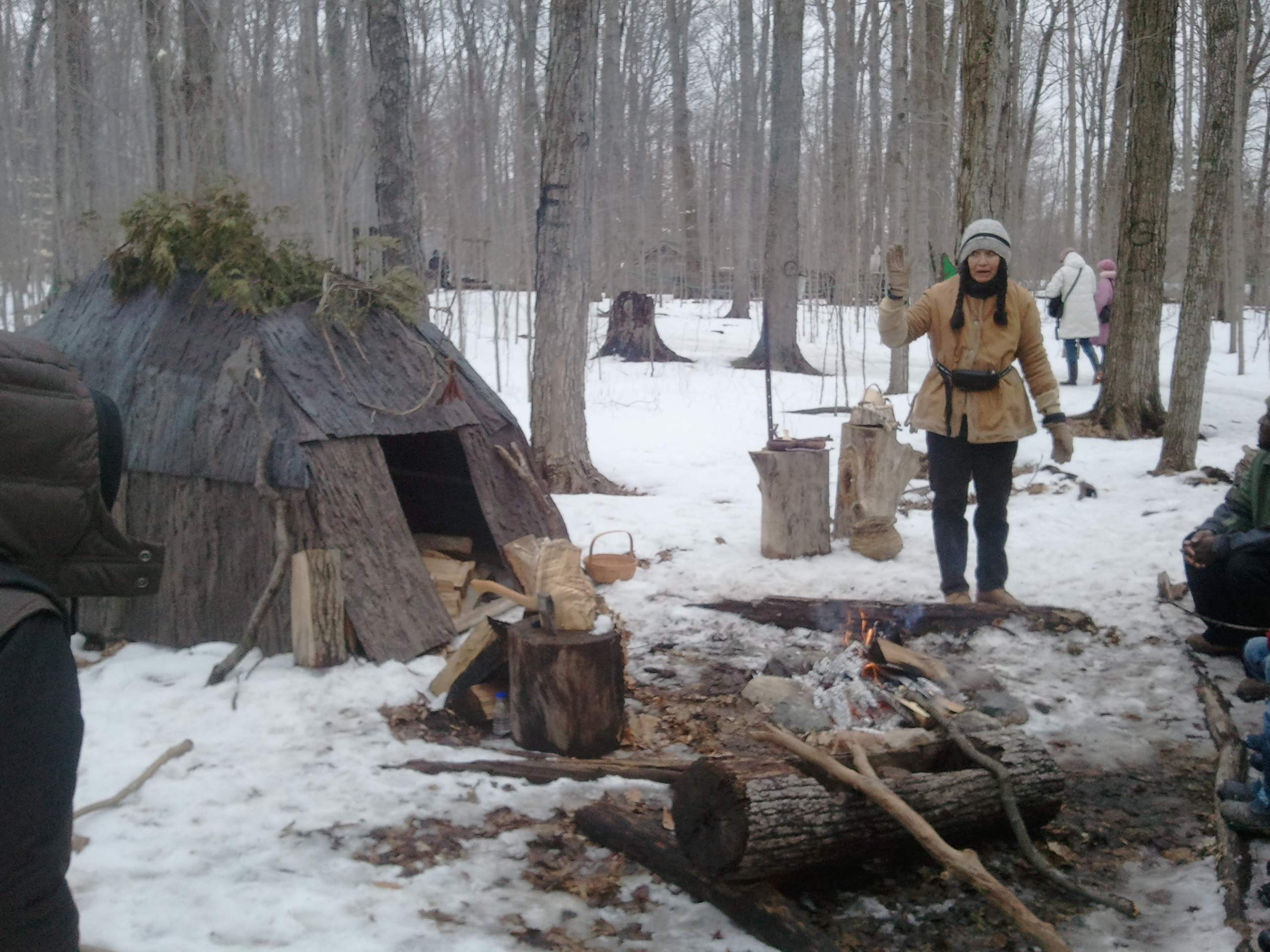
Demonstration zur Ahornsirupgewinnung, Bruce’s Mill Conservation Area, Stouffville

Wahrscheinlich kam um 1500 zumindest ein Teil der Bewohner aus dem später als Draper Site bezeichneten Dorf, das rund 5 km südöstlich der Mantle Site lag.  Man nimmt an, dass Auslaugung des Bodens und rückgehende Wildbestände die Verlegung der Siedlung erzwangen, und dass zumindest ein Teil der Wyandot in die Orillia-Georgian-Bay-Region zog. Nach etwa zwei bis drei Jahrzehnten wurde das Großdorf jedenfalls aufgegeben. Wahrscheinlich zogen die Bewohner zur sogenannten Ratcliff Site, möglicherweise auch zur Aurora Site, die auch als Old Fort site bekannt ist.
Von den mehr als 90 Langhäusern waren ständig mindestens 50 gleichzeitig bewohnt. Sie waren im Schnitt 7 m lang und 14 m breit sowie knapp 7 m hoch. In jedem Haus lebte eine der matrilinearen Gruppen, die Männer zogen in die Familie der Frau, wie es bei allen Irokesen, zu denen die Wyandot im weiteren Sinne gehören, üblich war und ist.
Mehrere hundert bis wenige tausend Hektar Anbaufläche waren nötig, um das Dorf zu ernähren; die Maisfelder, die zur Hälfte den Nahrungsbedarf lieferten, erstreckten sich also mehrere Kilometer ins Umland. Darüber hinaus wurde im Dorf das älteste bisher bekannte Abwassersystem im Osten Kanadas entdeckt.
Mindestens seit 1906 war in der Gegend bekannt, dass sich auf Lot 33, Concession 9 eine archäologische Stätte befand. Sie wurde 2003 bei Beginn eines Siedlungsbaus am Stouffville Creek im Zuge einer Notgrabung gerettet. Mehr als 100.000 Artefakte konnten gesichert werden. Einige der Artefakte weisen große Ähnlichkeit mit Funden aus dem Bundesstaat New York auf.
Nach der Entdeckung des Dorfes wurde die 1980 gegründete Archaeological Services Inc. beauftragt, eine Einschätzung der Fundstätte vorzunehmen. Auf dieser Basis wurde beschlossen, 5 % der Fundstätte unter Schutz zu stellen, ein Bereich, der sich vor allem am Bach entlangzog. Die anfallenden Fundstücke sollten an die entsprechenden Institute der McMaster University und der University of Toronto verbracht werden.
Die Ausgrabungen fanden von 2003 bis 2005 unter Leitung des Archäologen Ron Williamson statt. 2004 fanden sich Angehörige der umwohnenden First Nations, die die Stätte als ein Dorf ihrer Vorfahren betrachten, zu Zeremonien zusammen. Um Vandalismus und Raub zu vermeiden, wurde die Fundstätte noch 2007 geheim gehalten.
Nach Ende der Ausgrabungen wurden die Baumaßnahmen fortgesetzt, nur ein kleiner Friedhof blieb aufgrund der Schutzbestimmungen des Begräbnisgesetzes der Provinz Ontario erhalten. Üblicherweise wurden bei den Wyandot die Knochen nach zehn Jahren in einer Zeremonie ausgegraben und erneut in einem Massengrab beigesetzt. Dieses ließ sich jedoch im Fall der Mantle Site nicht finden. 2010 plante die Town Whitchurch-Stouffville dennoch weitere Baumaßnahmen unmittelbar südlich der Fundstätte.
2007 erkannte die Ratsversammlung von Whitchurch-Stouffville die Mantle Site als „one of the most significant Huron ancestral villages in Southern Ontario“ an und verpflichtete sich, mit den Wyandot zusammenzuarbeiten, um den Wasserläufen, Straßen und Wegen von ihnen gewählte Namen zu geben. Bis 2011 wurde diese Zusage allerdings nicht eingelöst.
Das örtliche Museum in Vandorf integrierte 2009 die aus der Grabung gewonnenen Erkenntnisse in ein Programm mit dem Titel Discover First Nations.